# 格蒙登
格蒙登（德語：Gmunden，德語發音：[ˈɡmʊndn̩] ⓘ）是位於奧地利西部上奧地利州的一個市镇，屬格蒙登县。根據2004年估計，格蒙登有人口13,202人。格蒙登是一個知名的療養和避暑勝地。

## 景点
- 沃特城堡（德語：Schloss Ort）
- 格蒙登教堂（Pfarrkirche Gmunden）
- 托斯卡纳别墅（Villa Toscana）

## 外部連結
- Gmunden's official homepage
- Gmunden's business homepage
- Schloss Ort Gmunden
- Pictures of Gmunden